# Dazey
Dazey é uma cidade localizada no estado norte-americano de Dacota do Norte, no Condado de Barnes.

## Demografia
Segundo o censo norte-americano de 2000, a sua população era de 91 habitantes.
Em 2006, foi estimada uma população de 85, um decréscimo de 6 (-6.6%).

## Geografia
De acordo com o United States Census Bureau tem uma área de
1,0 km², dos quais 1,0 km² cobertos por terra e 0,0 km² cobertos por água.

## Localidades na vizinhança
O diagrama seguinte representa as localidades num raio de 20 km ao redor de Dazey.